# Masato Fujita
Masato Fujita (jap. 藤田 優人 Fujita Masato; ur. 8 maja 1986) – japoński piłkarz występujący na pozycji obrońcy. Obecnie występuje w Sagan Tosu.

## Kariera klubowa
Od 2009 roku występował w klubach Tokyo Verdy, Yokohama F. Marinos, Yokohama FC, Kashiwa Reysol i Sagan Tosu.